# Quebonafide

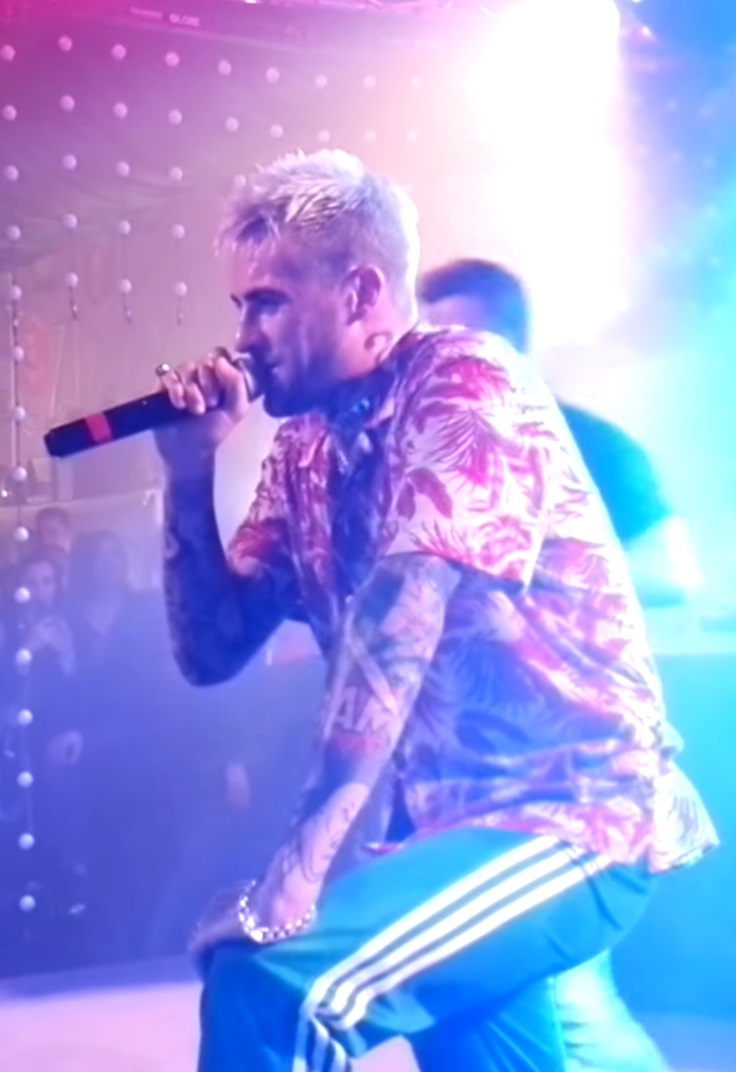
Quebonafide (2017)

Quebonafide, bürgerlich Kuba Grabowski (* 7. Juli 1991 in Ciechanów, Polen), ist ein polnischer Rapper, Sänger und Songwriter. Er ist ein Mitglied der Duette Yochimu und Taconafide. Er führt auch künstlerische Solotätigkeiten durch.

## Leben
Grabowski studierte Philosophie an der Universität Warschau.
Er arbeitete mit Auftragnehmern wie Taco Hemingway, Sfera Ebbasta, KRS-One, Dawid Podsiadło, Czesław Mozil, Bedoes, Tommy Cash, KęKę.
Am 27. März 2015 veröffentlichte er sein erstes offizielles Studioalbum Ezoteryka, das kommerziellen Erfolg erzielte und Platz 1 der polnischen OLiS-Charts erreichte. Am 9. Juni 2017 veröffentlichte er sein zweites Studioalbum mit dem Titel Egzotyka. Es war erfolgreicher als das vorherige Album, das auf dem ersten Platz in der OLiS-Charts debütierte und mit Diamant ausgezeichnet wurde. Am 13. April 2018 veröffentlichte er ein Album mit Taco Hemingway, Soma 0,5 mg als Taconafide. Es debütierte auf Platz 1 der polnischen OLiS-Charts.
Grabowski erhielt eine Medaille „für Verdienste um Ciechanów“. Er lebte in einer Beziehung mit Natalia Szroeder.

## Diskografie

### Alben
| Jahr | Titel                                   | Höchstplatzierung, Gesamtwochen, AuszeichnungChartsChartplatzierungen (Jahr, Titel, Platzierungen, Wochen, Auszeichnungen, Anmerkungen) | Anmerkungen                                        |
| Jahr | Titel                                   | PL | Anmerkungen                                        |
| ---- | --------------------------------------- | --- | -------------------------------------------------- |
| 2015 | Ezoteryka                               | PL1 Platin · (93 Wo.)PL | Erstveröffentlichung: 27. März 2015                |
| 2016 | Hip-Hop 2.0                             | PL3 (9 Wo.)PL | Erstveröffentlichung: 17. Juni 2016 mit Quequality |
| 2019 | Dla fanów eklektyki / Dla fanek euforii | PL10 Platin · (12 Wo.)PL | Erstveröffentlichung: 8. März 2019                 |
| 2020 | Romantic Psycho                         | PL1 Diamant · (… Wo.)PL | Erstveröffentlichung: 1. April 2020                |
| 2025 | Północ / Południe                       | PL1 (… Wo.)PL | Erstveröffentlichung: 4. Juli 2025                 |

Weitere Alben
- 2017: Egzotyka (PL: Diamant)
- 2018: Soma 0,5 mg (als Teil von Taconafide, PL: Diamant)

### Singles
| Jahr | Titel Album                                        | Höchstplatzierung, Gesamtwochen, AuszeichnungChartsChartplatzierungen (Jahr, Titel, Album, Platzierungen, Wochen, Auszeichnungen, Anmerkungen) | Anmerkungen                                                                   |
| Jahr | Titel Album                                        | PL | Anmerkungen                                                                   |
| --- | -------------------------------------------------- | --- | ----------------------------------------------------------------------------- |
| 2017 | Half Dead Dla fanek euforii                        | PL89 Diamant · (1 Wo.)PL | Erstveröffentlichung: 20. Juni 2017                                           |
| 2017 | Candy Dla fanek euforii                            | PL48 a Diamant · (11 Wo.)PL | Erstveröffentlichung: 23. August 2017 feat. Klaudia Szafrańska                |
| 2018 | Tamagotchi Soma 0,5 mg                             | PL22 b (14 Wo.)PL | Erstveröffentlichung: 22. März 2018 mit Taco Hemingway als Taconafide         |
| 2018 | Sorry Dolores Boa                                  | PL37 ×4Vierfachplatin · (4 Wo.)PL | Erstveröffentlichung: 11. Juli 2018 ReTo feat. Quebonafide                    |
| 2020 | Bubbletea Romantic Psycho                          | PL7 c Diamant · (88 Wo.)PL | Erstveröffentlichung: 21. Juli 2020 mit Duit & Daria Zawiałow                 |
| 2020 | Szubienicapestycydybroń Romantic Psycho            | PL39 d Platin · (5 Wo.)PL | Erstveröffentlichung: 1. April 2020                                           |
| 2022 | Refren trochę jak Lana Del Rey –                   | PL25 Platin · (… Wo.)PL | Erstveröffentlichung: 5. Juni 2022 mit Ka-Meal, Maszaitsme & SecretiveSuicide |
| 2023 | Na jedną kartę Adwokat Diabla                      | PL6 (4 Wo.)PL | Erstveröffentlichung: 3. März 2023 mit Malik Montana                          |
| 2023 | Same zmartwienia Spokój.                           | PL3 ×2Doppelplatin · (19 Wo.)PL | Erstveröffentlichung: 23. März 2023 Kuban feat. Quebonafide                   |
| 2023 | Sniffing Gas –                                     | PL23 Gold · (3 Wo.)PL | Erstveröffentlichung: 6. Juni 2023                                            |
| 2024 | Futurama 3 (fanserwis) –                           | PL1 Platin · (16 Wo.)PL | Erstveröffentlichung: 21. November 2024                                       |
| Folgende Lieder erschienen nicht als Single, wurden aber durch das Album zum Download und Streaming bereitgestellt und konnten somit eine Platzierung erlangen: |                                                    | |                                                                               |
| |                                                    | |                                                                               |
| 2025 | Bogini Dla fanek euforii                           | PL23 ×2Doppelplatin · (… Wo.)PL |                                                                               |
| 2025 | Świattomójplaczabaw Romantic Psycho                | PL41 Platin · (1 Wo.)PL |                                                                               |
| 2025 | 8 kobiet (Remix) Soma 0,5 mg                       | PL80 (1 Wo.)PL | mit Taco Hemingway                                                            |
| 2025 | Noradrenalina Północ / Południe                    | PL3 (… Wo.)PL | feat. Sobel & Duit                                                            |
| 2025 | Chemiczny balans Północ / Południe                 | PL10 (2 Wo.)PL | feat. Michał Żagan & Duit                                                     |
| 2025 | Wkrótce Północ / Południe                          | PL14 (2 Wo.)PL | feat. Oki                                                                     |
| 2025 | Melisa Północ / Południe                           | PL15 (2 Wo.)PL | feat. Chloe Martini, Francis & Michał Żagan                                   |
| 2025 | Nie życzę ci źle Północ / Południe                 | PL16 (1 Wo.)PL | feat. @atutowy                                                                |
| 2025 | KC, lecz… KC, lecz… Bez przesady Północ / Południe | PL20 (1 Wo.)PL | feat. Chivas & Kuba Galiński                                                  |
| 2025 | Trawa Północ / Południe                            | PL23 (1 Wo.)PL | feat. Michał Żagan                                                            |
| 2025 | Północ / Południe                                  | PL24 (1 Wo.)PL | feat. Jimek                                                                   |
| 2025 | Czarne plaże i białe lwy Północ / Południe         | PL29 (1 Wo.)PL | feat. Francis & Michał Żagan                                                  |
| 2025 | Wielka przyjemność Północ / Południe               | PL30 (1 Wo.)PL | feat. Francis, Favst & Michał Żagan                                           |
| 2025 | Po burzy wyjdzie słońce Północ / Południe          | PL100 (1 Wo.)PL | feat. Mata                                                                    |

Weitere Singles
- 2016: Bollywood (mit Czesław Mozil, PL: Gold)
- 2016: Szejk (PL: Gold)
- 2017: Znaki zapytania (mit The Returners, Eripe, PL: Gold)
- 2017: Changa (mit Ifani, PL: Gold)
- 2017: Kawa i Xanax (mit PlanBe, PL: Platin)
- 2017: Odyseusz (mit DJ Flip, PL: Gold)
- 2017: Ganges (PL: Platin)
- 2020: Przytobie (mit Patr00, PL: Gold)
- 2020: Złotegloby (mit Kukon, PL: Gold)
- 2020: Teen Kasia (mit Forxst, PL: Platin)
- 2020: Matcha Latte (feat. Mick Jenkins, PL: Gold)
- 2021: Benz-Dealer (mit Kinny Zimmer & Forxst, PL: Gold)

## Auszeichnungen für Musikverkäufe
| Goldene Schallplatte - Polen - 2020: für das Lied Brudna Prawda - 2020: für das Lied Ostatni Snap - 2024: für das Lied Hype - 2024: für das Lied Trip - 2024: für das Lied Noc w noc - 2024: für das Lied Opowieści z krypty - 2024: für das Lied NiePłaczęPoNotreDame - 2024: für das Lied Cojestmałpy Platin-Schallplatte - Polen - 2017: für das Lied Idą asy w klub - 2024: für das Lied Żadnych zmartwień - 2024: für das Lied Między słowami - 2024: für das Lied Zorza - 2024: für das Lied C’est la vie - 2024: für das Lied Madagaskar - 2024: für das Lied Quebahombre - 2024: für das Lied Gazprom - 2024: für das Lied Jesień - 2024: für das Lied Ajetlagtomohnowydrag | 2× Platin-Schallplatte - Polen - 2024: für das Lied Aspartam 3× Platin-Schallplatte - Polen - 2024: für das Lied Tokyo2020 |

Anmerkung: Auszeichnungen in Ländern aus den Charttabellen bzw. Chartboxen sind in ebendiesen zu finden.
| Land/RegionAuszeichnungen für Musikverkäufe (Land/Region, Auszeichnungen, Verkäufe, Quellen) | Gold       | Platin       | Diamant     | Verkäufe  | Quellen |
| -------------------------------------------------------------------------------------------- | ---------- | ------------ | ----------- | --------- | ------- |
| Polen (ZPAV)                                                                                 | 18× Gold18 | 32× Platin32 | 6× Diamant6 | 2.700.000 | olis.pl |
| Insgesamt                                                                                    | 18× Gold18 | 32× Platin32 | 6× Diamant6 |           |         |